# جون باريت (لاعب كرة طائرة)
جون باريت (11 أغسطس 1962 - ) هو لاعب كرة طائرة كندي.

## وصلات خارجية
- جون باريت على موقع أوليمبيديا (الإنجليزية)